# Parnassia longipetala
Parnassia longipetala là một loài thực vật có hoa trong họ Dây gối. Loài này được Hand.-Mazz. mô tả khoa học đầu tiên năm 1879.